# Суслонгер
Суслонгер (на руски: Суслонгер) е селище от градски тип в Русия, разположено в Звениговски район, автономна република Марий Ел. Населението му към 1 януари 2018 година е 2829 души.